# Sansevieria masoniana
Sansevieria masoniana ist eine Pflanzenart aus der Gattung Sansevieria in der Familie der Spargelgewächse (Asparagaceae). Das Artepitheton ehrt den Landwirt und Sammler von sukkulenten Pflanzen Maurice L. Mason (1912–1993) aus Norfolk im Osten von England.

## Beschreibung
Sansevieria masoniana wächst stammlos als ausdauernde, sukkulente Pflanze mit teilweise bis zu 4 Zentimeter starken Rhizomen. Die ein bis zwei Laubblätter pro Trieb stehen aufrecht. Sie sind ledrig und verkehrt lanzettlich. Die einfache Blattspreite ist bis zu 100 Zentimeter lang und bis zu 18 Zentimeter breit. Sie läuft in einer Spreitenspitze aus und ist trüb gräulich, grün mit hellerer Fleckung. Die Ränder sind faserig und kastanienbraun. Die Blattoberfläche ist rau.
Die einfach ährigen Blütenstände sind bis zu 53 Zentimeter lang. Sie haben einen hellgrünen Stiel mit purpurnen Linien. Die Trauben stehen ziemlich dicht beieinander. Sie sind mit ein bis zwei Blüten pro Büschel besetzt. Die Blütenhüllblätter sind grünlich weiß. Die Blütenröhre ist 26 bis 30 Millimeter lang. Sie misst an der Basis 3 Millimeter im Durchmesser und ist an der Mündung auf 4 Millimeter erweitert.

## Verbreitung
Sansevieria masoniana ist in Zentralafrika in der Demokratischen Republik Kongo verbreitet. Der ursprüngliche Fundort ist nicht bekannt. Sansevieria masoniana wurde viele Jahre unter dem Cultivarnamen Mason Congo kultiviert.

## Taxonomie
Die Erstbeschreibung von Sansevieria masoniana erfolgte 2000 durch B. Juan Chahinian.

## Nachweise